# David Concha
David Concha (sinh ngày 20 tháng 11 năm 1996) là một cầu thủ bóng đá người Tây Ban Nha.

## Sự nghiệp câu lạc bộ
David Concha hiện đang chơi cho Gamba Osaka.